# Hausen ob Verena
Hausen ob Verena là một thị xã ở huyện Tuttlingen trong bang Baden-Württemberg thuộc nước Đức.